# Maxigel
Maxigel este o companie producătoare de utilaje și echipamente alimentare din România.
A fost fondată în 1994 de doi profesori universitari, Dr. Ing. Gabriela Florescu și Ilie Ștefan.
Compania dispune de o rețea de distribuție prin showroomuri proprii la nivel național, asigurând dotări complete pentru sectoare de activitate distincte: HoReCa, retail, panificație.
Activitatea firmei include servicii de proiectare, montaj și instalare, consultanță tehnologică și de șantier, instruirea profesională a utilizatorilor de echipamente, garanție și postgaranție.
Maxigel a raportat în 2006 vânzari de 12 milioane de euro.